# 富高県
富高県（とみだかけん）は、1868年（慶応4年）に日向国内の幕府領を管轄するために明治政府によって設置された県。管轄地域は現在の宮崎県の全域に分布する。

## 概要
江戸時代、日向国内の幕府領は西国筋郡代の管轄下に置かれていた。その管轄地域のうち、豊前国・豊後国には日田県、日向国には富高県が設置されたが、富高県はわずか4ヶ月で日田県に編入されて廃止された。その後、県庁が置かれた富高陣屋には美々津県庁、宮崎県庁が設置され、3たび県庁所在地となっている。

## 沿革
- 1868年（慶応4年）
  - 閏4月25日 - 西国筋郡代の管轄地域のうち日向国に富高県を設置。県庁を臼杵郡富高村（現在の日向市本町10-20）の富高陣屋に設置。
  - 8月17日 - 日田奉行の後身である日田県に編入。同日富高県廃止。富高陣屋は日田県出張富高御役所となる。

## 管轄地域
- 日向国
  - 臼杵郡のうち - 5村
  - 児湯郡のうち - 24村
  - 那珂郡のうち - 15村
  - 宮崎郡のうち - 2村
  - 諸県郡のうち - 4村

## 歴代知事
- 1868年（慶応4年）閏4月25日 - 1868年（慶応4年）8月17日 ： 知事・木村貞通